# Doerpfeldia cubensis
Doerpfeldia cubensis är en brakvedsväxtart som först beskrevs av Britt., och fick sitt nu gällande namn av Ignatz Urban. Doerpfeldia cubensis ingår i släktet Doerpfeldia och familjen brakvedsväxter. Inga underarter finns listade i Catalogue of Life.